# 8 décembre en sport
8 novembre 8 janvier
Chronologies thématiques
- Croisades
- Ferroviaires
- Disney

Le 8 décembre (342e jour de l'année ou 343e en cas d'année bissextile) en sport.

## Évènements

### XIXesiècle
- 1863 :
  - (Football) : confirmation par 13 voix contre 4 de l'abolition du hacking et de tout usage des mains - et non seulement les portés. Blackheath refuse d'abandonner « ses » règles proches de celles de Rugby et quitte la FA. Blackheath sera à l'origine de la création de la Rugby football Union en 1871.
- 1873 :
  - (Rugby à XV) : fondation du club de Hawick RFC.
- 1879 :
  - (Patinage artistique) : première édition des championnats de Grande-Bretagne de patinage artistique.
- 1886 :
  - (Hockey sur glace) : l'AHA est créée à l'occasion d'une rencontre entre plusieurs représentants de clubs de hockey à Montréal au Victoria Skating Rink[1].
- 1889 :
  - (Football) : fondation de la Fédération néerlandaise d’Athlétisme et de Football (N.A.V.B.).

### XXesiècle:1901-1950
- 1940 :
  - (Football américain) : Chicago Bears devient champion de la NFL. (Article détaillé : Saison NFL 1940).

### XXIesiècle
- 2005 :
  - (Biathlon) : le Français Raphaël Poirée remporte le 20 km individiuel masculin devant le Norvégien Ole Einar Björndalen et l'Allemand Michael Greis. Poirée signe le seul 20/20 au tir. Ole Einar Björndalen conserve le dossard jaune de leader de la Coupe du monde.
- 2007 :
  - (Boxe anglaise) : Brahim Asloum est sacré champion du monde WBA des mi-mouche après avoir battu aux points l'Argentin Juan Carlos Reveco au Cannet.
- 2020 :
  - (Football /Ligue des champions /Racisme) : sur la 6e journée de la phase de groupe de la Ligue des champions, dans le groupe H, le match qui oppose le PSG à Istanbul, est interrompu à la 16e minute après des accusations de propos racistes tenus par le 4e arbitre à l'encontre de l'entraîneur adjoint du club turc[2]. Le match se rejouera le mercredi suivant.

## Naissances

### XIXesiècle
- 1809 :
  - James Burke, boxeur anglais. († 8 janvier 1845).
- 1865 :
  - Lucien Hautvast, cycliste sur route et pilote automobile devenu homme d'affaires belge. († 26 décembre 1923).
- 1880 :
  - David Bedell-Sivright, joueur de rugby écossais. Vainqueur des tournois britanniques 1901, 1903, 1904 et 1907. (22 sélections en équipe nationale). († 5 septembre 1915).
- 1886 :
  - Phyllis Johnson, patineuse en individuelle et en couple britannique. Médaillé d'argent en couple aux Jeux de Londres 1908 et médaillée de bronze en couple aux Jeux d'Anvers 1920. Championne du monde de patinage artistique en couple 1909 puis championne du monde de patinage artistique en couple et médaillée de bronze en individuelle 1912. († 2 décembre 1967).
- 1899 :
  - François Borde, joueur de rugby à XV puis entraîneur français. Médaillé d'argent aux Jeux d'Anvers 1920 et aux Jeux de paris 1924. (12 sélections en équipe de France). († 15 décembre 1987).

### XXesiècle:1901-1950
- 1905 :
  - Marty Barry, hockeyeur sur glace puis entraîneur canadien. († 20 août 1969).
- 1910 :
  - Sauveur Ducazeaux, cycliste sur route français. († 23 juin 1987).
- 1912 :
  - Jacques Peten, joueur de tennis et skieur alpin français. († 1er mars 1995).
- 1920 :
  - McDonald Bailey, athlète de sprint britannique. Médaillé de bronze du 100 m aux Jeux d'Helsinki 1952. († 4 décembre 2013).
- 1921 :
  - Yakov Punkin, lutteur de gréco-romaine soviétique puis ukrainien. Champion olympique des -60kg aux Jeux d'Helsinki 1952. († 12 octobre 1994).
- 1932 :
  - Charly Gaul, cycliste sur route luxembourgeois. Vainqueur des Tours d'Italie 1956 et 1959, des Tours de Luxembourg 1956, 1959 et 1961 puis du Tour de France 1958. († 6 décembre 2005).
  - Marcel Paillé, hockeyeur sur glace canadien. († 7 octobre 2002).
- 1939 :
  - Red Berenson, hockeyeur sur glace puis entraîneur canadien.
  - Pierre Bourdel, footballeur français.
  - Fahrudin Jusufi, footballeur puis entraîneur yougoslave et ensuite serbe. Champion olympique aux Jeux de Rome 1960. (55 sélections avec l'équipe de Yougoslavie). († 9 août 2019).
- 1941 :
  - Geoffrey Hurst, footballeur puis entraîneur anglais. Champion du monde de football 1966. Vainqueur de la Coupe d'Europe des vainqueurs de coupe 1965. (49 sélections en équipe nationale).
- 1942 :
  - Bob Love, basketteur américain. († 18 novembre 2024).
- 1943 :
  - Bodo Tümmler, athlète de demi-fond allemand. Médaillé de bronze du 1 500 m aux Jeux de Mexico 1968. Champion d'Europe d'athlétisme du 1 500 m 1966.
- 1944 :
  - Ted Irvine, hockeyeur sur glace canadien.
- 1945 :
  - Julie Heldman, joueuse de tennis américaine. Victorieuse des Fed Cup 1966 et 1969.
- 1950 :
  - Tim Foli, joueur de baseball américain.

### XXesiècle:1951-2000
- 1951 :
  - Terry McDermott, footballeur puis entraîneur anglais. Vainqueur de la Coupe UEFA 1976 puis des Coupes des clubs champions 1977, 1978 et 1981. (25 sélections en équipe nationale).
- 1956 :
  - Didier Christophe, footballeur puis entraîneur français. (6 sélections en équipe de France).
- 1957 :
  - José Luis González, athlète de demi-fond espagnol.
- 1962 :
  - Steve Elkington, golfeur australien. Vainqueur du tournoi de la USPGA 1995.
- 1964 :
  - Eric Aubijoux, pilote de rallye-raid moto français. († 20 janvier 2007).
- 1968 :
  - Mike Mussina, joueur de baseball américain.
- 1972 :
  - Édson Ribeiro, athlète de sprint brésilien. Médaillé de bronze du relais 4 × 100 m aux Jeux d'Atlanta 1996 et médaillé d'argent du relais 4 × 100 m aux Jeux de Sydney 2000.
- 1975 :
  - Kevin Harvick, pilote de courses automobile américain.
- 1977 :
  - Sébastien Chabal, joueur de rugby puis consultant TV français. Vainqueur du Tournoi des six nations 2007 et du Grand Chelem 2010. Vainqueur du Challenge européen 2005. (62 sélections en équipe de France).
  - Stephen Jones, joueur de rugby puis entraîneur gallois. Vainqueur des Grands chelems 2005 et 2008. (104 sélections en équipe nationale).
  - Anita Weyermann, athlète de demi-fond suisse.
- 1978 :
  - Frédéric Piquionne, footballeur puis consultant TV français. (1 sélection en équipe de France).
  - Vernon Wells, joueur de baseball américain.
- 1980 :
  - Arnaud Becuwe, hockeyeur sur gazon et entraîneur français. (110 sélections en équipe de France).
  - Francis Mourey, cycliste sur route et cyclocrossman français.
  - Salomon Olembe, footballeur camerounais. Champion d'Afrique de football 2000 et 2002. (64 sélections en équipe nationale).
  - Raško Katić, basketteur serbe.
- 1982 :
  - Julen Aguinagalde, handballeur espagnol. Champion du monde de handball masculin 2013. (133 sélections en équipe nationale).
  - Halil Altıntop, football germanoturc. (38 sélections avec l'équipe de Turquie).
  - Hamit Altıntop, football turc. (83 sélections en équipe nationale).
  - Will Conroy, basketteur américain.
  - Raquel Kops-Jones, joueuse de tennis américaine.
- 1983 :
  - Neel Jani, pilote de courses automobile suisse. Vainqueur des 24 Heures du Mans 2016.
  - Valéry Mézague, footballeur franco-camerounais. (7 sélections avec l'équipe du Cameroun). († 15 novembre 2014).
- 1984 :
  - Dustin Brown, joueur de tennis jamaïcaino-allemand.
  - Badr Hari, kickboxeur néerlando-marocain.
- 1985 :
  - Josh Donaldson, joueur de baseball américain.
  - Meagan Duhamel, patineuse artistique canadienne. Médaillée d'argent par équipes aux Jeux de Sydney 2014. Championne du monde de patinage artistique de couples 2015 et 2016.
  - Dwight Howard, basketteur américain. Champion olympique aux Jeux de Pékin 2008. (37 sélections en équipe nationale).
  - Oleksiy Petcherov, basketteur ukrainien.
  - Andrei Prepeliță, footballeur roumain. (14 sélections en équipe nationale).
- 1986 :
  - Keaton Grant, basketteur américain.
  - Régis Gurtner, footballeur français.
  - Jermaine Taylor, basketteur américain.
- 1987 :
  - Michaël Pereira, footballeur français.
- 1988 :
  - Samuel Marques, joueur de rugby à XV franco-portugais. (21 sélections avec l'équipe du Portugal).
  - Nil Montserrat, pilote de course de karting et d'automobile espagnol.
- 1989 :
  - Pierrick Chelle, handballeur français.
  - Drew Doughty, hockeyeur sur glace canadien. Champion olympique aux Jeux de Vancouver 2010 et aux Jeux de Sotchi 2014. Champion du monde de hockey sur glace 2016.
  - Andrew Nicholson, basketteur canadien.
  - Pieter Verhees, volleyeur belge. (146 sélections en équipe nationale).
- 1992 :
  - Mattias Janmark, hockeyeur sur glace suédois. Champion du monde de hockey sur glace 2018
  - Moritz Leitner, footballeur austro-allemand.
  - Jordan Nobbs, footballeuse anglaise. (69 sélections en équipe nationale).
- 1993 :
  - Anne Cecilie la Cour, handballeuse danoise. (33 sélections en équipe nationale).
  - Thomas Wimbush, basketteur américain.
  - Rick Zabel, cycliste sur route et cycliste sur piste allemand.
- 1994 :
  - Marnon Busch, footballeur allemand.
  - Rob Muffels, nageur en eau libre allemand. Champion du monde de natation par équipes en eau libre 2015.
  - Raheem Sterling, footballeur anglo-jamaïcain. (82 sélections avec l'équipe d'Angleterre).
- 1995 :
  - Jordon Ibe, footballeur nigerioanglais.
  - Lewis Ludlam, joueur de rugby à XV anglais. Vainqueur du Tournoi des Six Nations 2020. (24 sélections en équipe nationale).
  - Chaymaa Mourtaji, footballeuse internationale marocaine.
- 1998 :
  - Jordan Sepho, joueur de rugby à XV et à sept français. Champion olympique aux Jeux de Paris 2024. (19 sélections avec l'équipe de France masculine de rugby à sept).
- 1999 :
  - Halil Dervişoğlu, footballeur turc. (16 sélections en équipe nationale).
- 2000 :
  - Chiamaka Nnadozie, footballeuse nigériane. Championne d'Afrique des nations 2018. (23 sélections en équipe nationale).

### XXIesiècle
- 2001 :
  - Josh Christopher, basketteur américain.
  - Denilho Cleonise, footballeur néerlandais.

## Décès

### XXesiècle:1901-1950
- 1944 :
  - Roger Claudel, 33 ans, joueur de rugby à XV et à XIII français. (2 sélections avec l'équipe de France de rugby à XV et 5 avec celle de rugby à XIII). (° 10 avril 1911).

### XXesiècle:1951-2000
- 1956 :
  - Marius Barbarou, 80 ans, pilote de course automobile français. (° 28 octobre 1876).
- 1958 :
  - Tris Speaker, 60 ans, joueur de baseball américain. (° 4 avril 1888).
- 1974 :
  - Karl Sesta, 68 ans, footballeur puis entraîneur autrichien. (44 sélections en équipe nationale). (° 18 mars 1906).

### XXIesiècle
- 2002 :
  - Bobby Joe Hill, 59 ans, basketteur américain. (° 12 juin 1943).
- 2008 :
  - Albert Eloy, 81 ans, footballeur français. (° 30 juin 1927).
- 2011 :
  - Lewis Bush, 42 ans, joueur de foot U.S. américain. (° 2 décembre 1969).
- 2019 :
  - Rogério Pipi, 97 ans, footballeur portugais. (15 sélections en équipe nationale). (° 7 décembre 1922).
- 2020 :
  - Alejandro Sabella, 66 ans, footballeur puis entraîneur argentin. (8 sélections en équipe nationale). Vainqueur de la Copa Libertadores 2009. Sélectionneur de l'équipe d'Argentine de 2011 à 2014. (° 5 novembre 1954).